# Charles d'Humières (évêque)
Pour les autres membres de la famille, voir Maison d'Humières.
Charles d'Humières, mort le 5 décembre 1571, est un évêque français du XVIe siècle. 

## Biographie

### Origines
Charles d'Humières était issu d'une famille de la noblesse picarde. Il était le deuxième des 18 enfants de Jean, seigneur d'Humières et de Nédonchel, gouverneur de Péronne, et de Françoise, dame de Contay.

### Carrière abbatiale
Charles d'Humières est successivement abbé commendataire de l'abbaye de Saint-Martin-aux-Bois (1534) et de l'abbaye Saint-Quentin de Beauvais (1538), de abbaye de Saint-Riquier au diocèse d'Amiens, de l'abbaye Saint-Barthélemy de Noyon (1535-1548), doyen de Saint-Fursy de Péronne (1532-1548), et aumônier du dauphin, duc de Bretagne en 1543.

### Carrière épiscopale
Le roi Henri II le nomma évêque de Bayeux (1548). En 1549, il assista, avec Gabriel Le Veneur de Tillières, évêque d'Évreux, et le cardinal Louis de Bourbon-Vendôme, archevêque de Sens, à la cérémonie du couronnement de Catherine de Médicis, qui eut lieu dans l'église abbatiale de Saint-Denis. Il fonda un monastère de célestins sous l'invocation de Notre-Dame à Éclimont. En 1559-1560, il fut grand aumônier de France.
Deux ans après débuta la Première guerre de Religion (1562-1563) durant laquelle son diocèse fut mis à sac par les calvinistes. Ceux de Bayeux et des environs, ayant à leur tête Guillaume le Noble et un nommé Gosset, entrèrent à main armée dans les églises et firent cesser l'office divin. Plusieurs catholiques furent tués à coups de pistolet, les autres égorgés, d'autres enfin précipités du haut des murailles dans les fossés de la ville. Charles d'Humières s'enfuit sur la côte de Picardie et à Abbeville. 
En aout 1563, il présenta avec les chanoines de Bayeux aux commissaires du roi un procès-verbal des ravages et pillages commis par les « prétendus réformés » dans la ville et notamment dans la cathédrale Notre-Dame de Bayeux.